# Museo Errementari
El Museo de la Herrería es un museo situado en Ceberio (Vizcaya, España), en los bajos de un edificio de apartamentos turísticos, que antiguamente albergó las escuelas de Ermitabarri. Abrió sus puertas en 2018.

## Historia
En 1799 había en Ceberio cuatro fundiciones con una producción de 163 toneladas; en 1802 se llegó a 172,5 toneladas. Pero en el siglo XIX En el siglo XIX la industria pesada empezó a consolidarse en la metrópoli y Ceberio fue perdiendo paulatinamente sus fundiciones. Algunos de los últimos vestigios que quedaron fueron del material utilizado por el herrero José Añibarro Aiesta ("Paisa") de Iturriondo. 

## Características
Se trata de un espacio de 120m². Con este museo, el Ayuntamiento de Ceberio ha pretendido preservar parte de su pasado y poner en valor el patrimonio etnográfico relacionado con la industria del metal para las generaciones futuras. La profesión de herrero es una de las más antiguas que se conocen. Sus técnicas de trabajo se mantuvieron inalteradas durante siglos. El papel principal del herrero era la producción; su trabajo era importante para la agricultura, la construcción, las tareas domésticas y las necesidades del hogar, reparando diversas herramientas, equipos o zapatos. Por lo tanto, fue muy importante para la vida cotidiana y el trabajo de la población rural. Los herreros se extendieron por las comunidades de Arkulanda, Sautuola, Iturrondo, Zubibarria, Ermitabari, Egia, Zubialde, Aresanaga y Olatxu en el siglo XIX y el siglo XX. 

El museo está dedicado a Jose Añibarro Aiesta pasaia. Añibarro fue el último herrero de Ceberio, la tercera generación de una familia dedicada en cuerpo y alma a su trabajo; comenzó la cadena con su abuelo Lucas de Ceánuri y luego continuó con su padre Doroteo. 